# Baidian, Anhui
Baidian är en köping i östra Kina. Den ligger i Guangde i staden Xuancheng i provinsen Anhui, omkring 220 kilometer sydost om provinshuvudstaden Hefei. Antalet invånare är 38 023. Befolkningen består av 18 408 kvinnor och 19 615 män. Barn under 15 år utgör 14,0 %, vuxna 15-64 år 73 %, och äldre över 65 år 11,0 %.